# Корбу-Векі
Корбу-Векі (рум. Corbu Vechi) — село у повіті Бреїла в Румунії. Входить до складу комуни Мексінень.
Село розташоване на відстані 169 км на північний схід від Бухареста, 31 км на північний захід від Бреїли, 28 км на захід від Галаца.

## Населення
За даними перепису населення 2002 року у селі проживали 347 осіб, усі — румуни. Усі жителі села рідною мовою назвали румунську.